# 한국농업정책학회
한국농식품정책학회는 농업에 관한 학술회지, 간행물 발간 및 연구발표회 개최, 농업문제관련 실태조사, 농정관련 정책건의, 해외농정실태조사 및 분석, 국제간 학술교류와 정보교환 등을 목적으로 2007년 1월 19일 설립된 대한민국 농림축산식품부 소관의 사단법인이다. 사무실은 서울특별시 동대문구 회기로 117-3, 별관211호 (회기동, 한국농촌경제연구원)에 있다.

## 주요 사업
- 한국농식품정책학회의 전문학술지 발간
- 학회지 발간
- 학술발표대회 개최